# Albert Bridge (Glasgow)
Pour les articles homonymes, voir Pont Albert.
L'Albert Bridge est un pont routier qui enjambe la rivière Clyde à Glasgow, en Écosse, près de Glasgow Green. Le pont a ouvert en 1871. Il relie Saltmarket au centre-ville à Crown Street au sud de la ville. Il est un monument classé de catégorie A et porte le nom de l'époux de la reine Victoria, le prince Albert.

## Ponts précédents
Albert Bridge est le cinquième pont à être construit sur le site de Glasgow. Le premier, construit en 1794 et détruit par une inondation en 1795, était connu sous le nom de Hutcheson Bridge. Le second, construit en 1803, était une passerelle en bois. Le troisième, remplaçant le second en 1834, était un pont en arc en maçonnerie, conçu par Robert Stevenson (grand-père de l'auteur Robert Louis Stevenson).
Le pont de Stevenson a été démoli en 1868 et remplacé par le quatrième, un pont temporaire en bois. En 1871 celui-ci est à son tour remplacé par le cinquième : le pont Albert, qui existe encore aujourd'hui.
Un programme de rénovation de 3,4 millions de livres sterling a été lancé en 2015 et a reçu la reconnaissance royale par une visite du comte de Wessex le 13 octobre 2016.

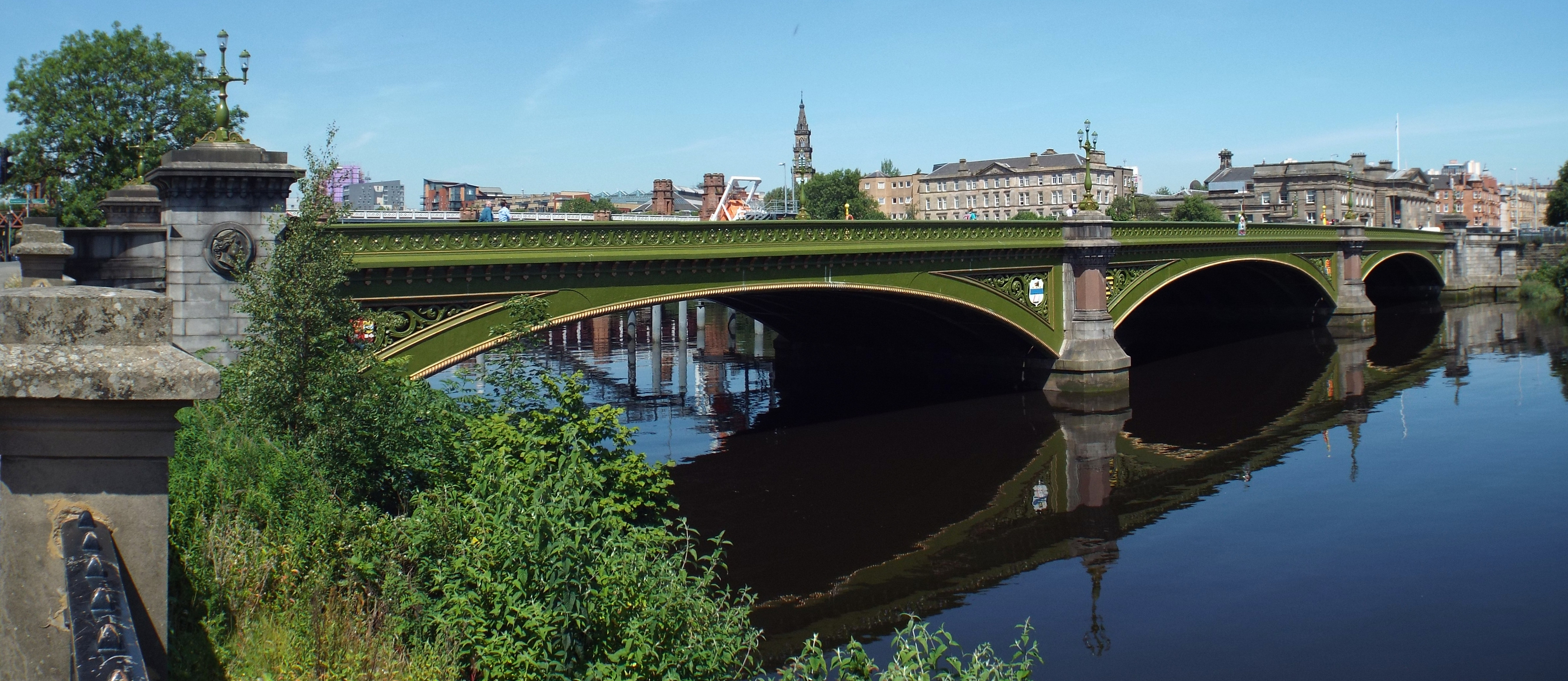
Albert Bridge, vers les Judiciary Buildings et Hope House

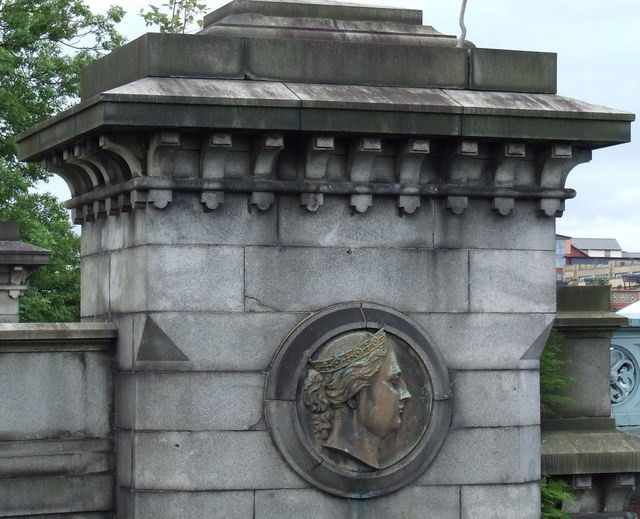
Médaillon de la reine Victoria, Albert Bridge